# أرجمان
أرجمان (بالعبرية: אַרְגָּמָן) هي مستوطنة إسرائيلية على نظام موشاف في الضفة الغربية، تقع في وادي الأردن، بعد ثمانية كيلومترات شمال جسر دامية بمساحة 4500 دونم، تقع ضمن اختصاص مجلس بيكات هاياردين الإقليمي. عدد سكانها 128 حسب إحصاء 2014.
אַרְגָּמָן
يعتبر المجتمع الدولي المستوطنات الإسرائيلية في الضفة الغربية غير قانونية بموجب القانون الدولي، لكن الحكومة الإسرائيلية تجادل في ذلك.

## التاريخ
تأسست في البداية عام 1968 كمستوطنات ناحال من قبل حركة بيتار، ثم تحولت إلى قرى مدنية في مايو 1971. قبل إنشاء أرجمان كان موشيه ديان وزير الدفاع الإسرائيلي آنذاك يعارض إقامة المستوطنات في وسط أخدود وادي الأردن، حتى لا يظهر بشكل واضح للغاية أن العرب الفلسطينيين في الضفة الغربية كانوا منفصلين عن عرب شرقي نهر الأردن.
من أجل بناء أرجمان صادرت إسرائيل أراض من ثلاث قرى فلسطينية:
- 509 دونم من مرج الغزال.[9]
- 48 دونمًا من الزبيدات.[10]
- 645 دونم من الجفتلك.[11]